# Nepi
Nepi é uma comuna italiana da região do Lácio, província de Viterbo, com cerca de 7.827 (Cens. 2001) habitantes. Estende-se por uma área de 84,02 km², tendo uma densidade populacional de 93,16 hab/km². Faz fronteira com Campagnano di Roma (RM), Caprarola, Carbognano, Castel Sant'Elia, Fabrica di Roma, Mazzano Romano (RM), Monterosi, Ronciglione, Sutri, Trevignano Romano (RM).
Era conhecida como Nepete no período romano.

## Demografia
| Variação demográfica do município entre 1861 e 2011                               |
|                                                                                   |
| Fonte: Istituto Nazionale di Statistica (ISTAT) - Elaboração gráfica da Wikipedia |